# Tim Army
Tim Army (né le 26 avril 1963 à Providence, Rhode Island aux États-Unis) est un joueur et entraîneur américain de hockey sur glace.

## Carrière de joueur
En janvier 1987, libéré par son club Heinolan Peliitat alors en faillite et après avoir disputé la Coupe Spengler, il rejoint Fribourg-Gottéron pour y remplacer Mark Morrison.

## Carrière d'entraîneur
Il commence sa carrière d'entraîneur à titre d'assistant avec les Friars de Providence de 1988 à 1993 avant de faire le saut dans la LNH comme adjoint avec les Mighty Ducks d'Anaheim de 1993 à 1997. Il occupe les mêmes fonctions avec les Capitals de Washington jusqu'en 2002 avant d'accepter le poste d'entraîneur chef des Pirates de Portland dans la LAH. En 2005, il quitte les Pirates et devient le nouvel entraîneur chef de Providence. 
En 2011, il se joint à l'Avalanche du Colorado comme entraîneur vidéo avant d'être promu au titre d'assistant entraîneur la saison suivante par Joe Sacco. Il conserve les mêmes fonctions avec Patrick Roy et Jared Bednar avant d'être remercié par l'équipe à la fin de la saison 2016-2017. 
Il retourne dans la LAH comme entraîneur adjoint avec les Penguins de Wilkes-Barre/Scranton pour la saison 2017-2018. Le 19 juillet 2018, il est nommé à titre d'entraîneur chef du Wild de l'Iowa, le 4e dans l'histoire de la concession. 
Il a également été l’entraîneur assistant de l’équipe des États-Unis au Championnat du monde en 1994 et 1996 et à la Coupe du monde en 2004 et 2012.

## Statistiques
| Saison              | Équipe               | Ligue               |     | Saison régulière | Saison régulière | Saison régulière | Saison régulière | Saison régulière |   | Séries éliminatoires | Séries éliminatoires | Séries éliminatoires | Séries éliminatoires | Séries éliminatoires |
| Saison              | Équipe               | Ligue               | PJ  | B                | A                | Pts              | Pun              | PJ               | B | A                    | Pts                  | Pun                  |                      |                      |
| 1981-1982           | Friars de Providence | NCAA                | 30  | 10               | 15               | 25               | 4                |                  |   |                      |                      |                      |                      |                      |
| 1982-1983           | Friars de Providence | NCAA                | 42  | 14               | 20               | 34               | 37               |                  |   |                      |                      |                      |                      |                      |
| 1983-1984           | Friars de Providence | NCAA                | 34  | 20               | 26               | 46               | 40               |                  |   |                      |                      |                      |                      |                      |
| 1984-1985           | Friars de Providence | NCAA                | 45  | 27               | 46               | 73               | 16               |                  |   |                      |                      |                      |                      |                      |
| 1985-1986           | Mariners du Maine    | LAH                 | 68  | 11               | 16               | 27               | 10               | 4                | 1 | 0                    | 1                    | 0                    |                      |                      |
| 1986-1987           | Heinolan Peliitat    | I-divisioona        | 28  | 9                | 17               | 26               | 18               |                  |   |                      |                      |                      |                      |                      |
| 1986-1987           | HC Fribourg-Gottéron | LNA                 | 2   | 0                | 0                | 0                | 0                |                  |   |                      |                      |                      |                      |                      |
| Totaux LAH          | Totaux LAH           | Totaux LAH          | 68  | 11               | 16               | 27               | 10               | 4                | 1 | 0                    | 1                    | 0                    |                      |                      |
| Totaux I-divisioona | Totaux I-divisioona  | Totaux I-divisioona | 28  | 9                | 17               | 26               | 18               |                  |   |                      |                      |                      |                      |                      |
| Totaux NCAA         | Totaux NCAA          | Totaux NCAA         | 151 | 71               | 107              | 178              | 97               |                  |   |                      |                      |                      |                      |                      |
| Totaux LNA          | Totaux LNA           | Totaux LNA          | 2   | 0                | 0                | 0                | 0                |                  |   |                      |                      |                      |                      |                      |